# Cuenca amerasiana

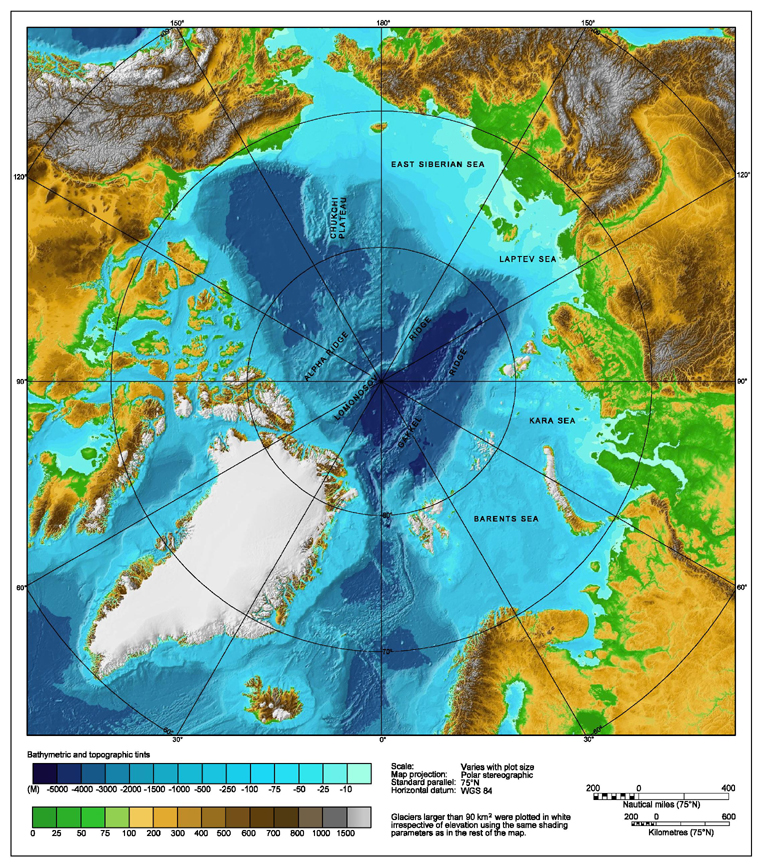
Mapa topográfico/batimétrico del océano Ártico y sus alrededores.

La cuenca amerasiana es una de las dos grandes cuencas en las que se divide la cuenca polar septentrional del océano Ártico está dividida en dos por la dorsal de Lomonosov (la otra gran cuenca es la cuenca euroasiática). Se extiende desde la isla de Ellesmere hasta el mar de Siberia Oriental. Se subdivide, a su vez, por diversas dorsales, en cuenca de Canadá (entre Alaska/Canadá y la dorsal Alpha) y la cuenca de Makarov (entre las dorsales Alpha y Lomonosov). La cuenca de Canadá está conectada con el océano Pacífico a través del estrecho de Bering.
La plataforma continental alrededor de la cuenca amerasiana es muy ancha, con una media de 342 millas.